# Параклис Светог Лазара Четвородневног у Суповцу
Параклис Светог Лазара Четвородневног у Суповцу, насељеном месту на територији Градске општине Црвени крст, припада Епархији нишкој Српске православне цркве.
Параклис посвећен Светом Лазару Четвородневном изграђен је 1922. године на Голој Чуки изнад Суповца. Четвртастог је облика. У параклису је сачуван летопис.